# Новокаменка (Одесская область)
Новокаменка (укр. Новокам'янка) — село, относится к Измаильскому району Одесской области Украины.
Население по переписи 2001 года составляло 116 человек. Почтовый индекс — 68643. Телефонный код — 4841. Занимает площадь 0,34 км². Код КОАТУУ — 5122081702.

## История
В 1945 г. Указом ПВС УССР село Новый Ташбунар переименовано в Новокаменку.

## Население и национальный состав
По данным переписи населения Украины 2001 года распределение населения по родному языку было следующим (в % от общей численности населения):
По Каменскому сельскому совету: украинский — 7,37 %; русский — 13,69 %; белорусский — 0,14 %; болгарский — 75,54 %; гагаузский — 0,86 %; молдавский — 2,00 %.
По селу Каменка: украинский — 7,50 %; русский — 13,77 %; белорусский — 0,14 %; болгарский — 75,47 %; гагаузский — 0,86 %; молдавский — 1,98 %.
По селу Новокаменка: украинский — 3,45 %; русский — 11,21 %; болгарский — 77,59 %; гагаузский — 0,86 %; молдавский — 2,59 %.